# روي لوبيز (لاعب كرة قدم)
روي لوبيز هو لاعب كرة قدم غيني بيساوي في مركز الهجوم، ولد في 25 مايو 1960 في غينيا بيساو. لعب مع ديسبورتيفو تروفينسي.